# Gen
Gen là một đoạn xác định của phân tử acid nucleic có chức năng di truyền nhất định. Trong hầu hết các trường hợp, phân tử acid nucleic này là DNA, rất ít khi là RNA (trường hợp gen là RNA hiện mới chỉ phát hiện ở một số virus).
Thuật ngữ này dịch theo phiên âm kết hợp Việt hoá từ tiếng Anh gene, cũng như từ tiếng Pháp gène (phát âm Quốc tế đều là /jēn/). Trong sinh học phổ thông cũng viết là gen (đọc là gien hoặc zen). Gen có thể tạo ra sản phẩm của nó, gọi là sản phẩm của gen.
Thuật ngữ "gen" đóng vai trò cơ bản thiết yếu và quan trọng hàng đầu trong di truyền học. Nội hàm của thuật ngữ "gen" đã thay đổi nhiều kể từ khi di truyền học (genetics - tức khoa học về gen) ra đời (từ năm 1900) cho đến thế kỷ XIX hiện nay. Trong sinh học phân tử hiện đại cũng như di truyền học phân tử hiện đại, tính từ đầu năm 2000 đến nay, đã có ít nhất 6 định nghĩa mới về gen. Bài viết này mới chỉ đề cập đến nội hàm của thuật ngữ gen ở thời kỳ mà nhiều nhà nghiên cứu lịch sử di truyền học gọi là "thời kỳ tân cổ điển" của di truyền học (khoảng từ những năm 1940 đến những năm 1970) và ít nhiều đề cập tới nội hàm tương đối mới đến những năm 1980.
Trong quá trình biểu hiện gen, trước tiên DNA được sao chép sang RNA. Phân tử RNA hoặc là có chức năng biệt hóa trực tiếp hoặc làm khuôn mẫu trung gian để tổng hợp lên protein thực hiện một chức năng nào đó. Sự chuyển giao gen đến các sinh vật thế hệ con cháu là cơ sở của tính thừa kế các tính trạng kiểu hình. Các gen tạo thành từ các trình tự DNA khác nhau gọi là kiểu gen. Kiểu gen cùng với các yếu tố môi trường và phát triển xác định lên tính trạng kiểu hình. Đa số các tính trạng sinh học chịu ảnh hưởng bởi nhiều gen (polygene, tức một tính trạng do nhiều gen khác nhau quyết định gọi là tương tác gen) cũng như tương tác giữa gen với môi trường. Một số tính trạng di truyền có thể trông thấy ngay lập tức, ví như màu mắt hoặc số chi, và một số khác thì không, như nhóm máu, nguy cơ mắc các bệnh, hoặc hàng nghìn quá trình sinh hóa cơ bản cấu thành sự sống.
Gene có thể thu nạp các đột biến sinh học nằm trong trình tự của chúng, dẫn đến những biến thể, gọi là các allele, trong quần thể. Các allele này mã hóa một số phiên bản hơi khác nhau của cùng một protein, làm biểu hiện tính trạng kiểu hình khác nhau. Việc sử dụng thuật ngữ "có một gen" (v.d., "các gen tốt," "gen màu tóc") thông thường nhắc tới việc bao gồm một allele khác nữa của cùng chung một gen.
Khái niệm gen liên tục được tinh chỉnh để cho phù hợp với những hiện tượng mới khám phá gần đây. Ví dụ, các vùng điều hòa của một gen có thể nằm rất xa các vùng mã hóa của nó, và các vùng mã hóa này có thể xen kẽ bởi các đoạn exon. Một số virus lưu trữ bộ gen của chúng trong RNA thay vì ở DNA và một số sản phẩm gen là những RNA không mã hóa có chức năng chuyên biệt. Do đó, theo nghĩa rộng, định nghĩa khoa học hiện đại về gen là bất cứ đoạn locus di truyền được, đoạn trình tự trong bộ gen ảnh hưởng tới các tính trạng của sinh vật được biểu hiện thành sản phẩm chức năng hoặc tham gia điều hòa biểu hiện gen.
Thuật ngữ gen do nhà thực vật học, sinh lý học thực vật và di truyền học người Đan Mạch Wilhelm Johannsen giới thiệu năm 1905. Ông lấy gốc từ tiếng Hy Lạp cổ đại: γόνος, gonos, có nghĩa là thế hệ con cháu và sinh sản.

## Lịch sử

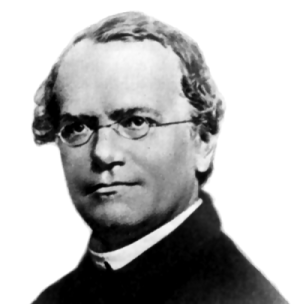
Gregor Mendel

### Khám phá các đơn vị di truyền độc lập
Sự tồn tại của các đơn vị độc lập có khả năng di truyền được đề xuất lần đầu tiên bởi nhà thực vật học Gregor Mendel (1822–1884). Từ năm 1854 đến 1863, trong một tu viện ở Brno, ông đã tiến hành trồng (gần 28.000 cây) và nghiên cứu các mẫu thế hệ con cháu của 12.835 cây thực vật đậu Hà Lan, theo dõi các đặc điểm khác biệt truyền từ thế hệ này sang thế hệ khác. Ông miêu tả các đặc điểm này như là tổ hợp toán học 2n với n là số các đặc điểm khác nhau trong các cây đậu gốc. Mặc dù ông không sử dụng thuật ngữ gen, ông đã giải thích các kết quả theo thuật ngữ các đơn vị rời rạc có khả năng di truyền làm xuất hiện các đặc điểm thực tế quan sát được. Nội dung miêu tả này đã có trước phát hiện phân biệt của Wilhelm Johannsen về giữa kiểu gen (vật liệu di truyền của một sinh vật) và kiểu hình (các đặc điểm trông thấy của sinh vật đó). Mendel cũng lần đầu tiên chứng tỏ quy luật phân ly độc lập, sự khác biệt giữa các tính trạng trội và tính trạng lặn, sự khác biệt giữa dị hợp tử (heterozygote) và đồng hợp tử (homozygote), và hiện tượng di truyền không liên tục.
Trước khi có nghiên cứu của Mendel, ngành sinh học đã có một số tiến bộ như: nhờ phát minh kính hiển vi sơ khai của Antonie van Leeuwenhoek (thế kỷ XVII) đã mở đường cho việc quan sát thế giới vi sinh vật, sự ra đời thuyết tế bào của Matthias Schleiden và Theodor Schwann (1838, 1839). Nhìn chung quan niệm phổ biến về di truyền thời đó vẫn là di truyền các tính trạng tập nhiễm và di truyền hòa hợp (blending inheritance), cho rằng các cá thể thừa kế từ bố mẹ một hỗn hợp pha trộn các tính trạng, ví dụ như lai cây hoa đỏ với hoa trắng sẽ cho ra hoa hồng. Charles Darwin đã phát triển một lý thuyết về di truyền mà ông gọi là pangenesis (thuyết mầm, thuyết pangen), từ tiếng Hy Lạp cổ pan ("mọi, toàn thể") và genesis ("sự sinh") / genos ("nguồn gốc"). Darwin sử dụng thuật ngữ gemmule (mầm sinh) để miêu tả các hạt giả thuyết mà chúng được trộn với nhau trong quá trình sinh sản.
Tuy nhiên giới khoa học đương thời đã không hiểu và đánh giá được tầm vóc của khám phá Mendel sau khi ông công bố nghiên cứu vào năm 1866. Mãi đến năm 1900 ba nhà sinh học Hugo de Vries, Carl Correns, và Erich von Tschermak độc lập nhau đã thực hiện các thí nghiệm và đi đến các kết luận tương tự trước khi họ biết tới các nghiên cứu của Mendel. Đặc biệt, năm 1889, Hugo de Vries xuất bản cuốn sách của ông Intracellular Pangenesis, trong đó ông dự đoán rằng các tính trạng riêng biệt có từng đơn vị di truyền độc lập và sự kế thừa các tính trạng này trong sinh vật đến từ các hạt mầm. De Vries gọi những đơn vị này là "pangenes" (Pangens trong tiếng Đức), dựa theo lý thuyết pangenesis năm 1868 của Darwin.
Trong các năm 1902-1903, dựa trên các quan sát của nhiều nhà khoa học, trong đó có Walther Flemming về nhiễm sắc thể trong quá trình phân bào, hai nhà khoa học Walter Sutton và Theodor Boveri đã độc lập với nhau cùng khởi xướng Học thuyết di truyền nhiễm sắc thể. Trong bài báo của ông, Sutton nhấn mạnh vào sự quan trọng khi ông quan sát thấy nhóm NST lưỡng bội chứa hai tập hợp có hình thái (morphology) giống nhau, và trong giảm phân, mỗi giao tử chỉ nhận được một NST từ mỗi cặp NST tương đồng. Sau đó ông sử dụng quan sát này để giải thích các kết quả của Mendel bằng cách giả thiết rằng các gen nằm trên nhiễm sắc thể.
Năm 1905, Wilhelm Johannsen đã giới thiệu các thuật ngữ 'gene', 'genotype' và 'phenotype' và William Bateson đưa ra thuật ngữ 'di truyền học' ('genetic').
Trong thập niên 1910, Thomas Hunt Morgan cùng với cộng sự đã xây dựng thành công thuyết di truyền nhiễm sắc thể (chromosome theory of inheritance) dựa trên đối tượng nghiên cứu là ruồi giấm Drosophila melanogaster. Học thuyết này xác nhận rằng gen là đơn vị cơ sở của tính di truyền nằm trên nhiễm sắc thể (ở
trong nhân); trên đó các gen sắp xếp theo đường thẳng tạo thành nhóm liên kết.

### Sự khám phá DNA
Quá trình nghiên cứu gen và di truyền tiếp tục đạt được những tiến bộ trong thế kỷ XX. Trước đó Friedrich Miescher (1869) đã khám phá ra một hỗn hợp trong nhân tế bào gọi là 'nuclein' mà sau đó Albrecht Kossel (1878) đã cô lập được thành phần không phải protein trong nuclein gọi là axit deoxyribonucleic. DNA được chứng tỏ là những phân tử chứa thông tin di truyền qua các thí nghiệm thực hiện trong thập niên 1940 đến thập niên 1950 (xem thí nghiệm Avery–MacLeod–McCarty, thí nghiệm Hershey–Chase). Nhờ kết quả nghiên cứu cấu trúc DNA bởi Rosalind Franklin và Maurice Wilkins bằng phương pháp tinh thể học tia X, đã giúp James D. Watson và Francis Crick đề xuất ra mô hình đúng về phân tử sợi xoắn kép DNA mà nguyên tắc ghép cặp nucleobase hàm ý giả thiết cho cơ chế sao chép vật liệu di truyền.
Những năm đầu thập niên 1950, đa số các nhà sinh học có quan điểm cho rằng các gen trong một nhiễm sắc thể hoạt động giống như những đoạn rời rạc, không thể phân chia được bằng cách tái tổ hợp và sắp xếp như những hạt trên một chuỗi. Thí nghiệm của Seymour Benzer sử dụng các khuyết tật đột biến ở vùng rII của thể thực khuẩn T4 (1955-1959) đã chứng tỏ từng gen có một cấu trúc thẳng đơn giản và dường như là tương đương với một đoạn của sợi DNA.
Bằng các thí nghiệm gây đột biến các gen liên quan đến các con đường sinh hóa trên nấm mốc bánh mỳ Neurospora crassa, năm 1941 George Beadle và Edward Tatum xác nhận mỗi gen kiểm soát phản ứng sinh hóa tổng hợp một enzyme đặc thù. Kết quả này đưa hai ông đến giả thuyết một gen - một enzym về sau được chính xác hóa là một gen xác định chỉ một chuỗi polypeptide, cấu trúc bậc 1 của protein, trong đó có các enzyme.
Từ những kết quả nghiên cứu thu nạp dần đã hình thành lên luận thuyết trung tâm của sinh học phân tử, phát biểu rằng các protein được dịch mã từ RNA, mà đến lượt RNA được phiên mã từ DNA. Tuy vậy, sau này luận thuyết được chỉ ra có những ngoại lệ, ví dụ như phiên mã ngược ở retrovirus. Ngành di truyền hiện đại nghiên cứu ở cấp độ DNA được biết đến là di truyền phân tử.
Năm 1972, Walter Fiers và cộng sự ở Đại học Ghent đã lần đầu tiên xác định được trình tự của một gen: đó là gen mã hóa cho protein vỏ bọc của thể thực khuẩn MS2. Những phát triển sau đó của xác định trình tự DNA bằng kỹ thuật gián đoạn chuỗi bởi Frederick Sanger năm 1977 đã nâng cao hiệu quả giải trình tự và giúp nó trở thành công cụ thường xuyên trong các phòng thí nghiệm. Một kỹ thuật tự động của phương pháp Sanger đã được áp dụng ở giai đoạn đầu của dự án giải mã bộ gen ở người.

### Thuyết tổng hợp hiện đại
Một số lý thuyết đã được phát triển đầu thế kỷ XX nhằm kết hợp giữa di truyền Mendel với thuyết tiến hóa Darwin được gọi là thuyết tổng hợp hiện đại, một thuật ngữ do Julian Huxley giới thiệu.
Các nhà sinh tiến hóa sau đó đã chỉnh sửa bổ sung khái niệm này, như quan điểm gen là đối tượng trung tâm của tiến hóa nêu ra bởi George C. Williams. Ông đề xuất một khái niệm gen tiến hóa như là một đơn vị của chọn lọc tự nhiên với định nghĩa: "nó là cái tách biệt và tái kết hợp với tần số phù hợp.":24 Theo quan điểm này, phân tử gen phiên mã như là một đơn vị, và gen tiến hóa kế thừa như là một đơn vị. Các ý tưởng liên quan nhấn mạnh vào vai trò trung tâm của gen trong tiến hóa được Richard Dawkins thảo luận trong các cuốn sách phổ biến khoa học.

## Cơ sở phân tử

Cấu trúc hóa học của một đoạn chuỗi xoắn kép DNA. Hai sợi khung đường-phosphat chạy theo hướng ngược nhau với các cặp base hướng vào trong, sự bắt cặp A với T và C với G thông qua liên kết hydro.

### DNA
Hầu hết các sinh vật sống mã hóa gen của chúng trong những chuỗi dài DNA (axit deoxyribonucleic). DNA bao gồm một chuỗi cấu thành từ bốn loại tiểu đơn vị nucleotide, mỗi tiểu đơn vị cấu tạo bởi: một đường năm cacbon (2'-deoxyribose), một nhóm phosphat, và một trong bốn base adenine, cytosine, guanine, và thymine.:2.1
Hai sợi DNA xoắn quanh nhau tạo thành chuỗi xoắn kép DNA với bộ khung xoắn đường-phosphat bao ngoài, và các base hướng vào trong mà adenine bắt cặp với thymine và guanine bắt cặp với cytosine. Sự bắt cặp base đặc biệt này xảy ra bởi vì ở mỗi adenine và thymine hình thành 2 liên kết hiđrô với nhau, trong khi ở mỗi cytosine và guanine hình thành 3 liên kết hiđrô với nhau. Do vậy hai sợi trong chuỗi xoắn kép liên kết với nhau tuân theo nguyên tắc bổ sung, với trình tự của các base bắt cặp sao cho các adenine của một sợi được bắt cặp với các thymine sợi kia, và cứ tương tự như thế.:4.1
Do tính chất hóa học của phần dư pentose của các base, các sợi DNA có tính xác định hướng. Một đầu cuối của polyme DNA chứa nhóm hydroxyl lộ ra khỏi deoxyribose; vị trí này được gọi là đầu 3' của phân tử. Đầu cuối còn lại chứa nhóm phosphat lộ ra; hay còn gọi là đầu 5'. Hai sợi của chuỗi xoắn kép chạy theo hướng ngược nhau. Các quá trình tổng hợp axit nucleic, bao gồm tái bản DNA và phiên mã diễn ra theo chiều đầu 5'→3', bởi vì các nucleotide mới được ghép vào thông qua phản ứng khử nước khi sử dụng đầu 3' hydroxyl như là chất phản ứng nucleophile (chất cho một cặp electron để tạo thành liên kết hóa học).:27.2
Sự biểu hiện gen được mã hóa trong DNA bắt đầu bằng quá trình phiên mã gen thành RNA, một loại axit nucleic thứ hai rất giống với DNA, nhưng các monome chứa đường ribose thay cho đường deoxyribose. RNA cũng chứa base uracil thay cho thymine. Các phân tử RNA ít bền hơn DNA và thường là sợi đơn trong dạng điển hình. Các gen mã hóa cho các protein chứa một dãy các trình tự ba nucleotide được gọi là các codon, phục vụ như các "từ" trong "ngôn ngữ" di truyền. Mã di truyền xác định lên protein trong quá trình dịch mã giữa codon và amino acid. Mã di truyền gần như là như nhau ở mọi sinh vật sống đã biết.:4.1

### Nhiễm sắc thể

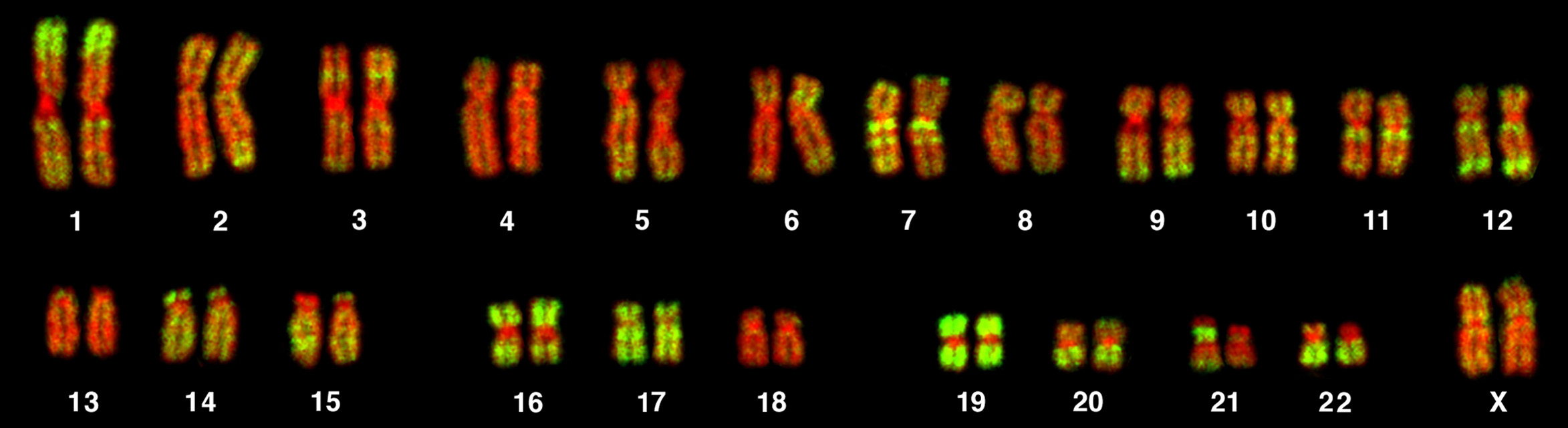
Ảnh chụp qua kính hiển vi huỳnh quang cho thấy 23 cặp nhiễm sắc thể ở nữ. DNA được thể hiện màu đỏ, với những vùng giàu các gen nội dịch (housekeeping gene) được thể hiện thêm bằng màu lục. Nhiễm sắc thể lớn nhất có số lượng base lớn gấp 50 lần của NST nhỏ nhất.

Toàn bộ các gen trong một sinh vật hoặc trong một tế bào được gọi là bộ gen (genome) của chúng, mà chúng lưu trữ trong nhiễm sắc thể. Một NST chứa một chuỗi xoắn kép DNA rất dài (cùng với các protein hỗ trợ khác) mà trên đó có hàng nghìn gen mã hóa.:4.2 Vùng NST tại đó chứa một gen được gọi là lô-cut. Mỗi lô-cut chứa một alen của gen; tuy nhiên, các thành viên trong một quần thể có thể có các allele khác nhau tại lô-cut, mà mỗi alen có thể giống nhau hoặc khác nhau ít nhiều về trình tự nuclêôtit.
Phần lớn các gen của sinh vật nhân thực được lưu trong một tập lớn, các sợi NST. Các NST được vo lại trong nhân tế bào như búi với sự hỗ trợ của các protein histone để tạo thành một đơn vị gọi là nucleosome. DNA đóng gói và cô đặc theo cách này được gọi là chromatin (chất nhiễm sắc).:4.2 Cách thức DNA quấn bao quanh các histone, cũng như các sửa đổi hóa học của chính histone, giúp điều hòa một vùng DNA cụ thể nơi quá trình biểu hiện gen có thể thực hiện được. Ngoài các đoạn gene, trong nhiễm sắc thể của sinh vật nhân thực còn chứa các trình tự giúp đảm bảo quá trình tái bản DNA diễn ra bình thường mà không làm suy giảm các vùng đầu cuối DNA và giúp sắp xếp chúng vào các tế bào con trong quá trình phân bào: vùng khởi điểm tái bản (replication origin), telomere và tâm động (centromere).:4.2 Vùng khởi điểm tái bản là những vùng trình tự nơi quá trình tái bản DNA được bắt đầu diễn ra (có thể tại một hoặc nhiều vị trí trên NST). Telomere (đầu mút) là những đoạn trình tự dài và lặp lại nằm ở những đoạn đầu hoặc cuối cùng của NST có chức năng ngăn cản sự thoái hóa của các vùng trình tự điều hòa và mã hóa trong quá trình tái bản DNA. Độ dài của các telomere giảm đi mỗi lần bộ gen được sao chép và được phát hiện có liên quan đến quá trình lão hóa tế bào. Vị trí tâm động là nơi các sợi thoi (spindle fibre, hoặc microtubule) bám vào để tách hai chromatid chị em dính nhau ở tâm động trong quá trình phân bào.:18.2
Sinh vật nhân sơ (vi khuẩn và vi khuẩn cổ) thông thường lưu giữ bộ gen của chúng trên một sợi nhiễm sắc thể dạng vòng có kích thước lớn (circular chromosome, xem DNA siêu xoắn). Tương tự, ở một số bào quan ở sinh vật nhân thực có chứa một NST mạch vòng còn sót loại mà trên đó có một số ít các gen.:14.4 Thỉnh thoảng sinh vật nhân sơ bổ sung vào NST của chúng thêm những vòng nhỏ DNA gọi là plasmid, mà thường chỉ mã hóa một số gen và có thể trao đổi được giữa các cá thể. Ví dụ, các gen có khả năng giúp vi sinh vật kháng kháng sinh và mang lại cho plasmid khả năng tự sao chép độc lập giữa các tế bào, thậm chí của các chủng loài khác nhau, thông qua cơ chế chuyển gen ngang (horizontal gene transfer).
Trong khi ở nhiễm sắc thể của sinh vật nhân sơ có mật độ tập trung gen tương đối cao, thì ở sinh vật nhân thực thường chứa các vùng DNA mà chức năng của nó không rõ ràng. Sinh vật nhân thực đơn bào đơn giản có tương đối ít lượng DNA như thế, trong khi bộ gen phức tạp của những sinh vật đa bào, bao gồm con người, chứa rất nhiều đoạn DNA mã vẫn chưa giải mã được chức năng của chúng. Các nhà sinh học phân tử thường coi những vùng này là những đoạn DNA rác ("junk DNA"). Tuy nhiên, những phân tích gần đây gợi ý rằng mặc dù các vùng DNA mã hóa protein chỉ chiếm 2% trong bộ gen người, khoảng 80% số lượng base trong bộ gen có thể được biểu hiện, do đó "đoạn rác DNA" có thể bị sử dụng nhầm tên gọi.

## Cấu trúc
Cấu trúc của một gen chứa nhiều yếu tố mà những trình tự mã hóa protein thực sự chỉ là một phần nhỏ trong đó. Chúng bao gồm các vùng DNA không được phiên mã cũng như các vùng RNA không được dịch mã.
Tại hai bên khung đọc mở, mỗi gene chứa một trình tự điều hòa cần thiết cho sự biểu hiện của nó. Đầu tiên, gene cần một trình tự khởi động (promoter). Các yếu tố phiên mã (transcription factors) nhận ra và liên kết với vùng trình tự khởi động, sau đó RNA polymerase thực hiện khởi phát quá trình phiên mã.:7.1 Việc nhận ra này thường nằm ở hộp TATA trong vùng khởi động. Một gene có thể có nhiều hơn một vùng khởi động, làm cho các RNA thông tin (mRNA) khác nhau ở độ dài của đầu 5'. Những gene thường xuyên được phiên mã có những trình tự khởi động "mạnh" tức là tạo thành liên kết mạnh với các yếu tố phiên mã, do vậy khởi phát phiên mã ở tốc độ cao. Những gene khác có những vùng trình tự khởi động "yếu" mà liên kết yếu với các yếu tố phiên mã và do vậy sự phiên mã đối với các gen này xảy ra ít hơn.:7.2 Các vùng trình tự khởi động ở sinh vật nhân thực có cấu trúc phức tạp hơn và khó nhận diện hơn so với ở sinh vật nhân sơ.:7.3
Thêm vào đó, các gen có thể chứa những vùng điều hòa có độ dài hàng kilobase nằm ở bên trái hoặc bên phải khung đọc mở dẫn đến làm thay đổi mức độ biểu hiện. Những vùng này hoạt động bằng cách liên kết với các yếu tố phiên mã khiến cho DNA tạo thành mạch vòng do đó trình tự điều hòa (và yếu tố phiên mã bám vào) trở lên rất gần với RNA polymerase tại vị trí liên kết. Ví dụ, các vùng tăng cường (enhancer) làm tăng tốc độ phiên mã bằng cách liên kết với một protein kích hoạt (activator protein) giúp kéo phân tử RNA polymerase đến vùng khởi động; ngược lại vùng bất hoạt (silencer) bám với protein ức chế (repressor protein) làm cho DNA trở lên ít hoạt động với RNA polymerase.
Phân tử tiền mRNA (pre-mRNA) chứa những vùng không dịch mã ở cả hai đầu mà trong mỗi đầu chứa vị trí liên kết ribosome, vùng kết thúc (terminator) và các codon khởi đầu và codon kết thúc. Thêm vào đó, ở hầu hết khung đọc mở của sinh vật nhân thực chứa các đoạn intron không dịch mã mà sẽ được loại bỏ trước khi các đoạn exon được dịch mã. Các trình tự ở cuối mỗi intron, quyết định các vị trí cắt (splice site, RNA splicing) để tạo ra mRNA thành thục cuối cùng, dùng để mã hóa cho protein hoặc sản phẩm RNA khác.
Nhiều gene ở sinh vật nhân sơ được tổ chức thành các đơn vị operon, với nhiều trình tự mã hóa protein được phiên mã nằm trong nó. Các gene trong một operon được phiên mã như là một mRNA liên tục, mà coi nó như là polycistronic mRNA. Thuật ngữ cistron trong bối cảnh này tương đương với khái niệm gen. Sự phiên mã của một operon của mRNA thường bị kiểm soát bởi phân tử ức chế (repressor), mà trạng thái hoạt động hay bị cấm của sự phiên mã phụ thuộc vào sự có mặt những chất chuyển hóa nhất định. Khi phân tử ức chế hoạt động, nó bám vào một trình tự DNA nằm ở vị trí khởi đầu của operon, được gọi là vùng operator, làm cản trở sự phiên mã của operon; khi phân tử ức chế bất hoạt, sự phiên mã ở operon có thể xảy ra (xem ví dụ Lac operon). Các sản phẩm của gene operon thường có những chức năng liên quan và tham gia vào cùng mạng lưới điều hòa gene.:7.3

### Định nghĩa theo chức năng
Các nhà sinh học phân tử gặp phải khó khăn khi muốn định nghĩa chính xác phần nào của một trình tự DNA chứa một gen. Các vùng điều hòa của một gen như vùng tăng cường không cần thiết phải nằm gần với trình tự mã hóa trên mạch dài phân tử bởi vì các đoạn DNA trung gian có thể tạo vòng lồi ra (loop out) giúp mang gene và vùng trình tự điều hòa của nó đến gần nhau. Tương tự, các đoạn intron của một gen có thể dài hơn rất nhiều so với các đoạn exon của nó. Các vùng điều hòa thậm chí có thể nằm hoàn toàn trên nhiễm sắc thể khác và hoạt động từ xa (in trans) khi cho phép vùng điều hòa trên một nhiễm sắc thể đến gần với các gen đích nằm trên nhiễm sắc thể khác.
Những nghiên cứu ban đầu trong di truyền phân tử gợi ra khả năng một gen tạo một protein. Khái niệm này (ban đầu gọi là giả thuyết một gen-một enzym) bắt nguồn từ bài báo có tầm ảnh hưởng năm 1941 bởi George Beadle và Edward Tatum công bố kết quả nghiên cứu các thí nghiệm gây đột biến trên nấm mốc bánh mỳ Neurospora crassa. Norman Horowitz, một trong các cộng sự ban đầu tham gia vào nghiên cứu Neurospora, nhớ lại vào năm 2004 rằng "những thí nghiệm này là cơ sở của khoa học mà Beadle và Tatum từng gọi là di truyền sinh hóa. Thực sự các kết quả của họ đã khai sinh ra ngành di truyền phân tử và tất cả những phát triển sau đó." Khái niệm một gen-một protein đã được tinh chỉnh dần từ lúc khám phá ra các gen có thể mã hóa nhiều protein bằng quá trình điều hòa cắt-nối có chọn lọc (alternative splicing) và các trình tự mã hóa tách thành những đoạn ngắn trên bộ gene mà các mRNA được ghép nối bằng quá trình xử lý cắt-nối chéo (trans-splicing).
Một định nghĩa có tầm hoạt động rộng thỉnh thoảng được sử dụng để bao quát được tính phức tạp của nhiều hiện tượng phong phú, nơi một gen được định nghĩa như là hợp của các trình tự mã hóa cho một tập nhất quán các sản phẩm chuyên biệt có khả năng xen phủ lẫn nhau. Định nghĩa này phân loại gene theo các sản phẩm có chức năng riêng (như protein hay RNA) hơn là theo những vị trí locus cụ thể trên đoạn DNA, với các yếu tố điều hòa được phân loại như là các vùng kết hợp với gene.

## Biểu hiện gene
Trong mọi sinh vật, có hai bước cần thiết để đọc thông tin mã hóa trong DNA của gene và tổng hợp lên sản phẩm protein mà gene mã hóa cho. Đầu tiên, các đoạn DNA của gene được phiên mã thành RNA thông tin (mRNA).:6.1 Thứ hai, mRNA được dịch mã thành protein.:6.2 Các gene mã hóa trong RNA vẫn phải trải qua bước đầu tiên, nhưng không nhất thiết dịch mã thành protein. Quá trình tổng hợp ra một phân tử chức năng sinh học hoặc là RNA hay protein được gọi là biểu hiện gen, và phân tử tạo thành được gọi là sản phẩm gene.

### Mã di truyền

Phác thảo một đoạn của phân tử RNA sợi đơn minh họa cho chuỗi bộ ba base codon. Cứ mỗi bộ ba nucleotide codon tương ứng với một amino acid khi được dịch mã thành protein

Trình tự nucleotide của DNA trong một gen xác định lên trình tự amino acid tương ứng của protein thông qua mã di truyền. Tập hợp các bộ ba nucleotide, gọi là bộ ba mã hóa hay codon, mà mỗi codon mã hóa cho một amino acid.:6 Nguyên lý phát biểu rằng cứ ba base trong trình tự DNA mã hóa cho mỗi amino acid được minh chứng bằng thí nghiệm năm 1961 khi tạo đột biến dịch chuyển khung trong gene rIIB của thể thực khuẩn T4 (xem thí nghiệm Crick, Brenner và cộng sự).
Ngoài ra, một "codon khởi động", và ba "codon kết thúc" đánh dấu sự bắt đầu và kết thúc của vùng mã hóa protein. Có tất cả 64 codon khả dĩ (vì có bốn nucleotide ở mỗi một trong ba vị trí, do vậy tổ hợp có tất cả 43 codon) và trong tự nhiên chỉ có 20 amino acid cơ bản; do vậy số bộ ba là thừa và có nhiều codon cùng mã hóa cho một amino acid. Sự tương ứng giữa các codon và amino acido gần như là phổ biến rộng rãi ở mọi sinh vật sống đã biết trên Trái Đất.

### Phiên mã
Phiên mã tạo ra phân tử RNA sợi đơn được biết đến là mRNA, mà các trình tự nucleotide trong nó tuân theo nguyên tắc bổ sung với của DNA làm gốc để phiên mã nó.:6.1 mRNA có vai trò làm khuôn mẫu trung gian giữa DNA của gene và sản phẩm protein cuối cùng. DNA của gene được sử dụng làm khuôn để tổng hợp lên mRNA theo nguyên tắc ghép cặp bổ sung. mRNA khớp với trình tự của dải mã hóa (coding strand) trong DNA của gene bởi vì nó được tổng hợp như là sợi bổ sung của dải khuôn mẫu (template strand). Phiên mã được thực hiện bằng enzyme gọi là RNA polymerase, khi nó đọc và thực hiện trượt theo dải khuôn mẫu theo hướng đầu 3' đến đầu 5'; và tổng hợp lên RNA theo hướng ngược lại từ đầu 5' đến đầu 3'. Để khởi phát phiên mã, phân tử polymerase đầu tiên nhận ra và bám vào vùng khởi động của gen. Do vậy, cơ chế chính của điều hòa biểu hiện gen là ngăn chặn hoặc cô lập vùng khởi động, hoặc thông qua các phân tử ức chế (repressor) có chức năng ngăn chặn polymerase, hoặc bằng cách tổ chức DNA sao cho không thể tiếp cận được vùng khởi động.:7
Ở sinh vật nhân sơ, quá trình phiên mã xảy ra trong tế bào chất; đối với phân tử phiên mã rất dài, sự dịch mã có thể bắt đầu tại đầu 5' của RNA trong khi ở đầu 3' của nó vẫn đang trong quá trình phiên mã. Ở sinh vật nhân thực, phiên mã xảy ra trong nhân tế bào, nơi lưu giữ DNA và nhiễm sắc thể. Phân tử RNA được tổng hợp bằng polymerase được gọi là bản sao sơ cấp (primary transcript) và trải qua một quá trình sửa đổi hậu phiên mã (post-transcriptional modification) trước khi trở thành mRNA thành thục và được chuyển ra khỏi nhân vào tế bào chất để chuẩn bị cho dịch mã. Một trong những sửa đổi được thực hiện đó là cắt-nối các đoạn intron là những trình tự trong vùng phiên mã nhưng không mã hóa cho protein. Cơ chế cắt-nối có chọn lọc (alternative splicing) có thể cho các bản sao thành thục từ cùng một gen nhưng mRNA có trình tự khác vào do vậy nó mã hóa cho những protein khác. Đây là cơ chế điều hòa chính ở tế bào nhân thực và cũng xuất hiện ở một vài tế bào nhân sơ.:7.5

### Dịch mã

Bên trái: Các gene mã hóa protein được phiên mã thành mRNA trung gian, sau đó nó được dịch mã thành protein có chức năng nhất định. Bên phải: Các gene mã hóa cho RNA mà được phiên mã thành những RNA không mã hóa có chức năng chuyên biệt.

Dịch mã là quá trình trong đó một phân tử mRNA thành thục được sử dụng là khuôn mẫu để tổng hợp lên protein mới.:6.2 Dịch mã được thực hện bằng các ribosome, những phức hợp lớn chứa RNA và protein chịu trách nhiệm thực hiện các phản ứng hóa sinh để ghép nối thêm những amino acid mới do tRNA mang đến tạo thành một chuỗi polypeptide đang dài dần ra dựa trên liên kết peptide. Mã di truyền được đọc ba nucleotide trong một lần, theo các đơn vị gọi là codon mã hóa, thông qua tương tác với các phân tử RNA biệt hóa gọi là RNA vận chuyển (tRNA). Mỗi tRNA có ba base không được ghép cặp gọi là các codon đối mã (anticodon) mà bắt cặp bổ sung với codon nó đọc được từ mRNA. tRNA thông qua liên kết cộng hóa trị gắn với amino acid mà chỉ khớp riêng với codon của tRNA đó. Khi tRNA bắt khớp với codon bổ sung trên dải mRNA, ribosome lập tức gắn amino acid nó mang tới vào chuỗi polypeptide đang được tổng hợp, mà có chiều từ đầu amin đến đầu carboxyl. Trong lúc và sau tổng hợp, hầu hết protein mới hình thành phải trải qua bước uốn gập về cấu trúc ba chiều hoạt động trước khi chúng thực hiện tham gia các chức năng trong tế bào hoặc được đẩy ra khỏi tế bào.:3

### Điều hòa
Các gene được điều hòa sao cho chúng chỉ biểu hiện khi các sản phẩm gene ở mức cần thiết, vì quá trình biểu hiện tiêu tốn những nguồn dự trữ hạn chế.:7 Một tế bào điều hòa biểu hiện các gen của nó phụ thuộc vào môi sinh (ví dụ chất dinh dưỡng nhiều hay ít, nhiệt độ và các sức ép-stress), môi trường bên trong tế bào (ví dụ chu kỳ phân bào, trao đổi chất, trạng thái lây nhiễm), và vai trò cụ thể của nó trong một sinh vật đa bào. Biểu hiện gene có thể được điều hòa ở bất kỳ một bước nào: từ lúc khởi phát phiên mã, đến xử lý RNA, đến sửa đổi sau dịch mã đối với protein. Sự điều hòa các gen kiểm soát trao đổi chất của đường lactose ở E. coli (lac operon) là một trong những cơ chế điều hòa đầu tiên được François Jacob và Jacques Monod miêu tả vào năm 1961.

### Các gene sinh RNA không mã hóa
Một gene mã hóa protein điển hình thường đầu tiên sao chép sang RNA như là một phân tử trung gian trong quá trình tổng hợp ra protein cuối cùng.:6.1 Trong trường hợp khác, các phân tử RNA là những sản phẩm có chức năng chuyên biệt, như vai trò trong tổng hợp RNA ribosome và RNA vận chuyển. Một số RNA được biết đến là các ribozyme có khả năng hoạt động như enzyme, và microRNA có vai trò điều hòa. Trình tự DNA từ đó mà RNA được phiên mã thành các RNA có chức năng chuyên biệt được gọi là các gene sinh RNA không mã hóa.
Ở một số virus chúng lưu trữ toàn bộ bộ gene của chúng trong dạng của RNA, và không hề chứa một trình tự DNA nào. Bởi vì chúng sử dụng RNA để lưu giữ các gene, các tế bào vật chủ có thể tổng hợp lên các protein cần thiết cho virus ngay khi chúng lây nhiễm vào vật chủ và không cần phải đợi xảy ra giai đoạn phiên mã. Mặt khác, ở các RNA retrovirus, như HIV, chúng đòi hỏi phải có quá trình phiên mã ngược từ bộ gene của chúng là RNA sang DNA trước khi protein của virus được tổng hợp ra. Di truyền học ngoài gene (epigenetics) do RNA trung gian cũng đã được quan sát thấy ở một số thực vật nhưng rất hiếm có ở động vật.

## Di truyền

Sự kế thừa từ một gen có hai allele khác nhau (lam và trắng). Gene này nằm trên nhiễm sắc thể thường (không phải là NST giới tính). Allele trắng là tính trạng lặn so với tính trạng trội do allele lam quy định. Xác suất cho biểu hiện các tính trạng ở thế hệ con bằng một phần tư, hay 25 phần trăm.

Bộ gene các sinh vật được kế thừa từ gene trong thế hệ bố mẹ của chúng. Các sinh vật sinh sản vô tính chỉ đơn giản là kế thừa bản sao đầy đủ của bộ gene bố mẹ chúng. Các sinh vật sinh sản hữu tính có hai bản sao ở mỗi nhiễm sắt thể bởi vì chúng thừa hưởng một bộ đầy đủ từ mỗi con cái và con đực.:1

### Di truyền Mendel
Theo di truyền Mendel, các biến dị trong kiểu hình của một sinh vật (các đặc điểm vật lý và cư xử quan sát được) là một phần do những biến đổi trong kiểu gene (đặc biệt là các gen tương ứng). Mỗi gene xác định một tính trạng riêng với các trình tự khác nhau trên cùng một gen (các allele) làm xuất hiện nhiều kiểu hình khác nhau. Hầu hết các sinh vật nhân thực (như ở cây đậu Hà Lan mà Mendel dùng để nghiên cứu) có hai allele cho mỗi tính trạng, mỗi allele được kế thừa từ bố hoặc mẹ.:20
Tại locus các allele có thể là trội hoặc lặn; các allele trội thể hiện những kiểu hình tương ứng khi nó ghép cặp với bất kỳ một allele khác của tính trạng, trong khi các allele lặn chỉ thể hiện kiểu hình tương ứng khi nó ghép cặp với cùng một bản sao allele khác. Nếu biết kiểu hình của sinh vật, có thể xác định được allele trội và allele lặn. Ví dụ, nếu allele xác định thân cây cao ở đậu Hà Lan là tính trạng trội so với allele xác định thân cây thấp, thì ở thực vật đậu thừa hưởng một allele allele cao từ bố mẹ và một allele thấp từ bố mẹ thì nó sẽ là thân cây cao. Nghiên cứu của Mendel chứng tỏ rằng các allele phân ly độc lập trong hình thành giao tử, hoặc các tế bào gốc, đảm bảo biến đổi ở thế hệ tiếp theo. Mặc dù di truyền Mendel vẫn là một mô hình tốt cho nhiều tính trạng xác định bởi các gen riêng rẽ (bao gồm một số bệnh di truyền hay gặp) nó không kể đến những quá trình sinh hóa trong tái bản DNA và phân bào.

### Tái bản DNA và phân bào
Các sinh vật sinh trưởng, phát triển và sinh sản dựa vào sự phân bào; quá trình trong đó một tế bào phân chia thành hai tế bào con. Để thực hiện được như vậy đầu tiên trong nhân tế bào cần tiến hành sao chép từng gene trong bộ gene thông qua cơ chế tái bản DNA.:5.2 Quá trình tái bản được thực hiện nhờ những enzyme chuyên biệt mà trong số đó là DNA polymerase, phân tử này thực hiện "đọc" một sợi trong hai sợi xoắn kép DNA đã được tháo xoắn, hay còn gọi sợi này là sợi khuôn, và tổng hợp lên một sợi bổ sung mới. Bởi vì chuỗi xoắn kép DNA được liên kết với nhau bởi các cặp base bổ sung, từ trình tự của một sợi có thể hoàn toàn xác định lên trình tự bổ sung; do vậy enzyme chỉ cần đọc một sợi là có thể tạo ra một bản sao đầy đủ. Quá trình tái bản DNA tuân theo nguyên tắc bán bảo toàn; tức là, bản sao của bộ gene thừa kế trong mỗi tế bào con chứa một sợi gốc từ bố mẹ và một sợi DNA mới tổng hợp.:5.2
Tốc độ tái bản DNA trong tế bào sống lần đầu tiên được xác định là ở tốc độ kéo dài DNA của thể thực khuẩn T4 trong E. coli bị nhiễm phage và các nhà sinh học phát hiện thấy nó có một tốc độ nhanh đáng kinh ngạc. Trong giai đoạn sao chép DNA ở nhiệt độ 37 °C, tốc độ kéo dài bằng 749 nucleotide trên một giây.
Sau khi quá trình tái bản DNA kết thúc, tế bào phải trải qua sự chia tách của hai bản sao bộ gene và phân chia thành hai tế bào có màng phân biệt.:18.2 Ở sinh vật nhân sơ (vi khuẩn và vi khuẩn cổ) quá trình này tương đối đơn giản thể hiện qua sự phân chia đôi (binary fission), trong đó mỗi bộ gene trên mạch vòng gắn vào màng tế bào và được tách ra thành các tế bào khi màng tế bào lộn vào trong (invagination) và tách tế bào chất ra thành hai phần ngăn nhau bởi màng tế bào. Quá trình phân chia đổi xảy ra cực kỳ nhanh so với tốc độ phân bào ở sinh vật nhân thực. Tế bào của sinh vật nhân thực phân chia diễn ra phức tạp hơn như trong chu kỳ tế bào; sự tái bản DNA xảy ra trong pha S, trong khi quá trình tách nhiễm sắc thể và bào tương xảy ra trong pha M.:18.1

### Di truyền phân tử

Bản đồ di truyền liên kết ở Drosophila melanogaster của Thomas Hunt Morgan. Đây là nghiên cứu thành công đầu tiên trong việc lập bản đồ gene (xác định vị trí các gen trên NST) và cung cấp bằng chứng quan trọng cho lý thuyết di truyền trên nhiễm sắc thể. Bản đồ chỉ ra vị trí tương đối của các allele trên NST số 2 của Drosophila. Khoảng cách giữa các gen (đơn vị đo centimorgan) tỷ lệ thuận với tần số tái tổ hợp của sự kiện trao đổi giữa các allele.

Sự tái bản và truyền vật liệu di truyền từ một thế hệ tế bào sang thế hệ tiếp theo là cơ sở của di truyền phân tử, và là mối liên hệ giữa bức tranh phân tử với bức tranh cổ điển của gen. Sinh vật thừa hưởng những đặc tính từ bố mẹ bởi vì các tế bào con chứa các bản sao của gene từ trong tế bào của bố mẹ chúng. Ở các sinh vật sinh sản vô tính, ở thế hệ con sẽ chứa bản sao di truyền hay dòng hóa từ các sinh vật bố mẹ. Ở sinh vật sinh sản hữu tính, một giai đoạn đặc biệt của quá trình phân bào gọi là giảm phân tạo thành các tế bào giao tử hoặc tế bào mầm phôi đơn bội, và chỉ chứa gene trong nhiễm sắc thể đơn bội.:20.2 Giao tử phát sinh từ con cái gọi là trứng hay ova, và giao tử phát sinh từ con đực gọi là tinh trùng. Hai giao tử kết hợp với nhau tạo thành hợp tử lưỡng bội trứng đã được thụ tinh, một tế bào trong nó chứa hai tập hợp gene, với một bản sao của mỗi gene đến từ con cái và một bản sao còn lại từ con đực.:20
Trong quá trình phân bào giảm phân, thỉnh thoảng xuất hiện sự kiện tái tổ hợp di truyền hay trao đổi chéo ở một số đoạn giữa hai nhiễm sắc thể tương đồng, kéo theo sự trao đổi các gen giữa chúng. Ở sự kiện này, một đoạn DNA trên một chromatid được hoán vị bằng một đoạn DNA có độ dài bằng nhau nằm trên chromatid tương đồng khác chị em. Hiện tượng này có thể dẫn đến sự tổ chức lại các allele đã có liên kết với nhau.:5.5 Quy luật phân ly độc lập của Mendel khẳng định mỗi gene từ bố hoặc mẹ cho mỗi tính trạng sẽ sắp xếp một cách độc lập trong giao tử; hay các allele của các gen khác nhau thì phân ly một cách độc lập với nhau trong quá trình hình thành giao tử. Điều này chỉ đúng cho những gene mà không nằm trên cùng một nhiễm sắc thể, hoặc nằm trên cùng một nhiễm sắc thể nhưng cách rất xa nhau. Hai gene nằm càng gần nhau trên cùng một nhiễm sắc thể, chúng sẽ càng có mặt cùng nhau trong giao tử và các tính trạng chúng biểu hiện sẽ xuất hiện cùng nhau thường xuyên; những gene nằm rất gần nhau hoặc cạnh nhau về cơ bản không bao giờ bị tách biệt bởi vì rất hiếm khi điểm trao đổi chéo sẽ xuất hiện giữa hai gene này. Đây là cơ sở của hiện tượng di truyền liên kết gene hoàn toàn (genetic linkage).
Ruồi giấm Drosophila melanogaster đã được nhà di truyền học người Mỹ, Thomas Hunt Morgan (1866-1945), sử dụng trong nghiên cứu di truyền học từ những năm đầu của thế kỷ XX, trong khi đang làm việc tại Học viện Công nghệ California. Nhờ sử dụng ruồi giấm này, Morgan và các cộng sự của mình đã xây dựng thành công học thuyết di truyền nhiễm sắc thể. Lý thuyết này đã khẳng định gene - đơn vị di truyền then chốt đóng ba vai trò: (i) Gene là đơn vị chức năng, nghĩa là gene được xem như một thể thống nhất toàn vẹn kiểm soát một tính trạng cụ thể. (ii) Gene là đơn vị tái tổ hợp, nghĩa là gene không bị chia nhỏ bởi sự trao đổi chéo (vì theo quan điểm này, trao đổi chéo không xảy ra bên trong phạm vi một gen mà chỉ xảy ra giữa các gene); như thế gene được coi là đơn vị cấu trúc cơ sở của vật chất di truyền, nhiễm sắc thể. (iii) Gene là đơn vị đột biến, nghĩa là nếu đột biến xảy ra trong gene dù ở bất kỳ vị trí nào hoặc với phạm vi ra sao, chỉ gây ra một trạng thái cấu trúc mới tương ứng với một kiểu hình mới, kiểu hình đột biến, khác với kiểu hình bình thường. Tuy nhiên, quan niệm này vẫn còn chưa rõ ràng và không thực sự chính xác theo quan điểm của di truyền học hiện đại

## Các biến đổi ở mức phân tử

### Đột biến
Giai đoạn tái bản DNA diễn ra phần lớn có độ chính xác cao, tuy vậy cũng có lỗi (đột biến) xảy ra.:7.6 Tần suất lỗi ở tế bào sinh vật nhân thực có thể thấp ở mức 10−8 trên nucleotide trong mỗi lần tái bản, trong khi ở một số virus RNA có thể cao tới mức 10−3. Điều này có nghĩa là ở mỗi thế hệ, trong bộ gene ở người thu thêm 1–2 đột biến mới. Những đột biến nhỏ xuất hiện từ quá trình tái bản DNA và hậu quả từ phá hủy DNA và bao gồm đột biến điểm trong đó một base bị thay đổi và đột biến dịch chuyển khung trong đó một base được thêm vào hay bị xóa. Hoặc là những đột biến này làm thay đổi gene theo cách làm sai nghĩa (missense mutation, thay đổi một codon làm nó mã hóa cho amino acid khác) hoặc làm cho gene trở nên vô nghĩa (nonsense mutation, làm quá trình tái bản DNA sớm kết thúc khi đọc đến codon kết thúc và sản phẩm gene là protein không hoạt động được). Những đột biến lớn hơn có thể gây ra lỗi trong tái tổ hợp dẫn đến những bất thường ở nhiễm sắc thể (chromosomal abnormality) bao gồm nhân đôi một gen (gene duplication), xóa, sắp xếp lại hoặc đảo ngược những đoạn dài trong một NST. Thêm vào đó, cơ chế sửa chữa DNA có thể dẫn ra vài đột biến mới khi thực hiện sửa chữa những sai hỏng vật lý ở phân tử. Sự sửa chữa, ngay cả khi đi kèm với đột biến, là quan trọng hơn đối với sự tồn tại hơn là khôi phục lại bản sao chính xác, ví dụ khi thực hiện sửa chữa chuỗi xoắn kép bị gãy.:5.4
Khi nhiều allele khác nhau của cùng một gen có mặt trong quần thể một loài thì hiện tượng này được gọi là đa hình (polymorphism). Phần lớn các allele khác nhau hoạt động tương tự nhau, tuy nhiên ở một số allele có thể làm xuất hiện các tính trạng kiểu hình khác nhau. Allele phổ biến nhất của một gen được gọi là kiểu dại (wild type), và những allele hiếm được gọi là allele đột biến. Biến dị di truyền trong tần số tương đối của các allele khác nhau trong một quần thể có nguyên nhân từ cả chọn lọc tự nhiên và biến động di truyền (genetic drift, những sự biến đổi ngẫu nhiên vô hướng về tần số allele trong tất cả các quần thể, nhưng đặc biệt là ở các quần thể nhỏ).
Phần lớn các đột biến bên trong các gen là đột biến trung tính (neutral mutation), không có ảnh hưởng đến kiểu hình của sinh vật (đột biến lặng, silent mutation). Một số đột biến không làm thay đổi trình tự amino acid bởi vì một số codon mã hóa cho cùng một amino acid (đột biến đồng nghĩa, synonymous mutation). Các đột biến khác trở thành trung tính nếu tuy nó làm thay đổi trình tự amino acid, nhưng protein vẫn gập nếp và hoạt động bình thường với amino acid mới (đột biến bảo toàn, conservative mutation). Tuy nhiên, nhiều đột biến là có hại (deleterious mutation) hay thậm chí gây chết (lethal allele), và bị loại bỏ khỏi quần thể bằng quá trình chọn lọc. Rối loạn di truyền (genetic disorders) là kết quả của các đột biến có hại và có thể do đột biến tự phát trong cá thể bị ảnh hưởng, hoặc có thể di truyền sang thế hệ sau. Cuối cùng, có một tỷ lệ nhỏ các đột biến là có lợi (beneficial mutation), tăng cường độ phù hợp (fitness) ở sinh vật, và trở thành một trong những luận điểm quan trọng của thuyết tiến hóa tổng hợp hiện đại, vì trong chọn lọc có hướng dẫn đến tiến hóa thích nghi.:7.6

### Trình tự tương đồng

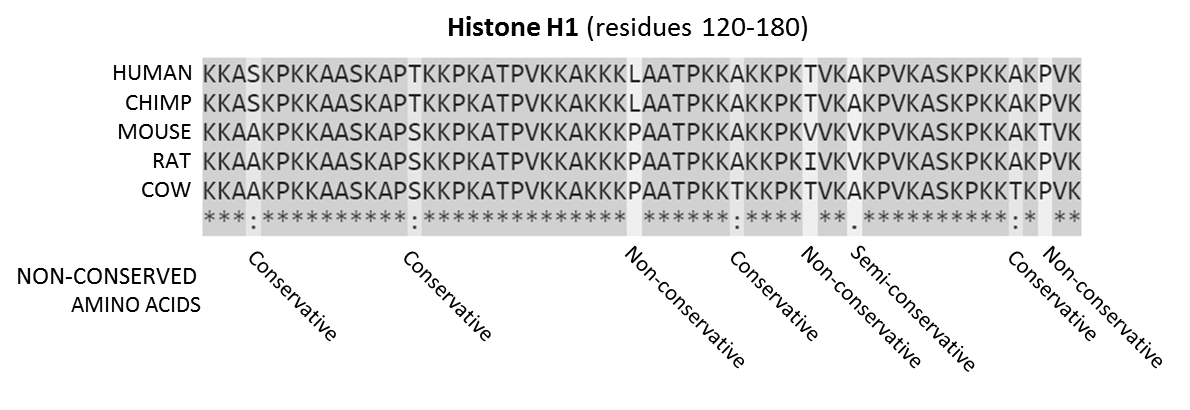
Kết quả sắp trình tự tạo ra bằng ClustalO, cho các protein histone ở động vật có vú.

Gene có nguồn gốc tổ tiên chung gần nhất, và do vậy chia sẻ cùng một lịch sử khám phá, được biến đến có tính tương đồng. Những gene này xuất hiện hoặc từ sự lặp đoạn gene bên trong bộ gene của sinh vật, nơi chúng được gọi là các gen môi sinh, hoặc là kết quả của sự phân tán gene sau một sự kiện hình thành loài,:7.6 và thường thực hiện các chức năng giống nhau hoặc tương tự như ở sinh vật liên quan. Người ta thường giả sử rằng những gene này có sự giống nhau nhiều hơn so với gene môi sinh, mặc dù sự khác nhau là nhỏ.
Mối liên hệ giữa các gen có thể đo được bằng cách so sánh sắp trình tự trong DNA của chúng.:7.6 Độ giống nhau giữa các gen tương đồng được gọi là trình tự bảo toàn (conserved sequence). Theo thuyết tiến hóa phân tử trung tính, phần lớn những thay đổi trong trình tự của một gen không ảnh hưởng đến chức năng của nó và do vậy gene tích lũy các đột biến theo thời gian. Thêm vào đó, bất kỳ chọn lọc nào trên một gen sẽ làm cho trình tự của nó phân tán với tốc độ khác. Các gene chịu ảnh hưởng chọn lọc ổn định có tính ổn định cao và sự thay đổi đối với chúng diễn ra chậm trong khi các gen chịu ảnh hưởng chọn lọc định hướng thay đổi trình tự một cách nhanh chóng. Sự khác nhau trong trình tự giữa các gen có thể được ứng dụng để phân tích phát sinh chủng loài để nghiên cứu các gen đã tiến hóa bằng cách nào và bằng cách nào mà các sinh vật trở lên có liên quan đến nhau.

### Nguồn gốc các gen mới

Số phận tiến hóa của các gen lặp đoạn.

### Số lượng gene

Biểu diễn kích thước bộ gene ở thực vật (lục), động vật có xương sống (lam), động vật không xương sống (đỏ), nấm (vàng), vi khuẩn (tím), và virus (xám). Hình nhỏ bên phải minh họa kích thước các bộ gene được phóng lớn 100 lần.

### Gene cơ bản

Các gene chức năng trong bộ gene tối thiểu của sinh vật tổng hợp, Syn 3.

## Kỹ thuật di truyền

So sánh các giống cây trồng thông thường với biến đổi di truyền transgenic và cisgenic.